# Pueblo kurdo
Los kurdos o curdos son un pueblo iranio que habitan la región montañosa del Kurdistán, en Oriente Próximo o Asia Occidental, repartida principalmente entre los Estados soberanos de Siria, Irak, Turquía e Irán. También existe población kurda en un área geográfica más extensa, que abarca desde los montes Tauro hasta el oeste de las mesetas de Irán; y desde el monte Ararat hasta el pie de las colinas contiguas a las llanuras mesopotámicas, con enclaves significativos en el extremo oriental de Siria y en Armenia y la Provincia Autónoma de Najicheván en Azerbaiyán. Los kurdos son en su mayoría musulmanes suníes, aunque una importante minoría todavía sigue la religión tradicional kurda, el yazidismo.
Si bien los kurdos se cohesionan por elementos como la lengua, el kurdo, existen variantes idiomáticas por todo el Kurdistán. En Turquía los kurdos hablan el kurmanyi (o kurdo norteño) y el zaza. En el norte de Irak se habla el sorani y los kurdos de Irán, además del sorani y el kurmani, también hablan distintos dialectos en el sureste del país.
El pueblo kurdo es la minoría étnica más grande de Oriente Próximo que no se encuentra establecida en alguna forma de Estado nación propio. Son entre 36,4 y 45,6 millones de personas —según estimaciones de 2016, aunque no existen censos oficiales—, que habitan principalmente (en orden descendente) en Turquía, Irán, Irak y Siria. Hay también una importante presencia kurda en la Unión Europea y algunos Estados postsoviéticos.
Tras la Primera Guerra Mundial, en la que apoyaron a los aliados contra el Imperio otomano, los kurdos lograron por medio del Tratado de Sèvres el reconocimiento de la independencia de su país. Sin embargo, este acuerdo internacional nunca se ratificó y fue sustituido por el Tratado de Lausana que supuso la partición del Imperio otomano.
Kurdo significa "héroe" en idioma persa.

## Historia

### Edad Antigua
La historia del pueblo kurdo empieza en el 612 a. C. Es uno de los pueblos indígenas de las llanuras y tierras altas de Mesopotamia. Sin embargo, ni los académicos ni el pueblo kurdo están de acuerdo en los orígenes del grupo. Una de las teorías indica que los kurdos son descendientes directos de los medos, el imperio que dominó la zona hasta su anexión por el imperio persa en 549 a. C.
Existe documentación de la presencia de los kurdos desde el siglo IV a. C.  El historiador griego Jenofonte, en su libro Anábasis, relata una expedición kurda por la península de Anatolia. Como pueblo, se enfrentaron a la Asiria aqueménida, siendo derrotados en 550 a. C.

### Edad Media

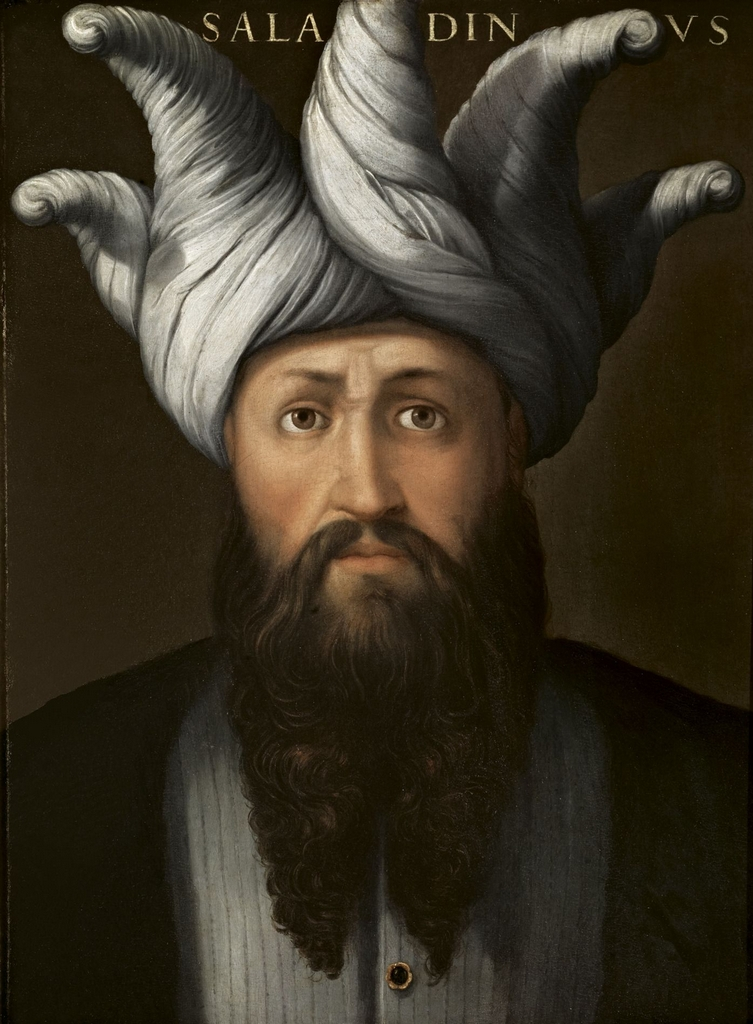
Saladino.

Durante la expansión musulmana los kurdos terminarían convirtiéndose al islam, pero sin perder su idioma e identidad distintiva a pesar de estar divididos en numerosos principados que fueron disputados entre el Imperio otomano y el persa.
El sultán kurdo Saladino (1138-1193) fue hijo de Ayyub, gobernador de Tikrit, y sobrino de Shirkuh, lugarteniente de Nur al-Din, señor de Siria (1146-1174). Shirkuh se hizo con el control del Califato Fatimí de Egipto (1169) en una campaña militar costeada por Nur al-Din y el mismo año fue heredado por Saladino a la muerte de su tío. Disolvió el Califato de El Cairo (1171) y proclamado sultán de Egipto, entró en disputa con Nur al-Din, su señor. A la muerte de Nur al-Din (1174) se hizo con el poder en Siria, al norte hasta Armenia, al oeste Mosul y el Kurdistán (1186), y con gran parte de los Estados Cruzados (1187).

### Edad Moderna
Durante la guerra turco-persa (1730-1736), los kurdos apoyaron a los otomanos porque les prometieron más autonomía.

### Edad Contemporánea

#### Tratados de Sèvres y Lausana

El Kurdistán independiente según el Tratado de Sèvres de 1920).

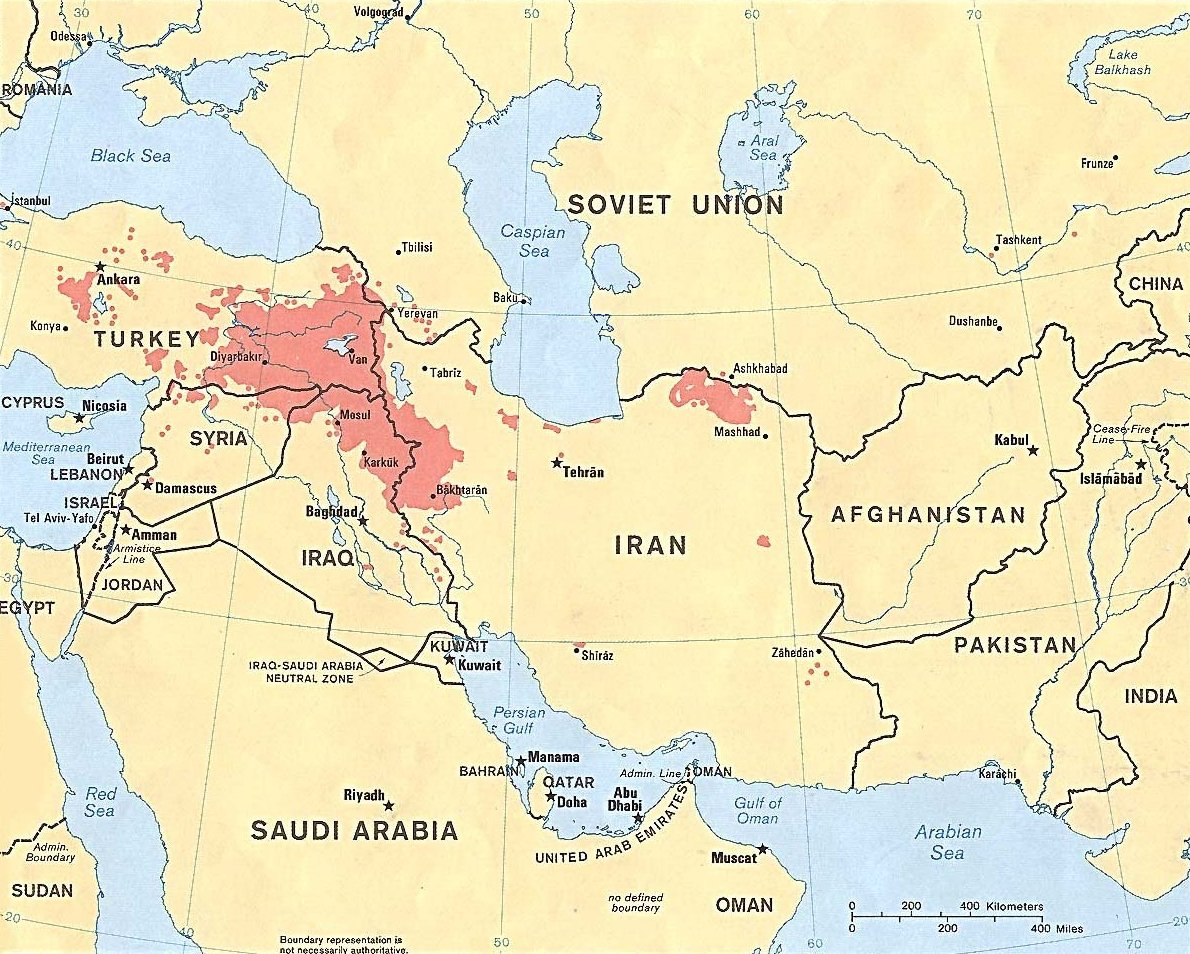
Zonas habitadas por los kurdos en 1986.

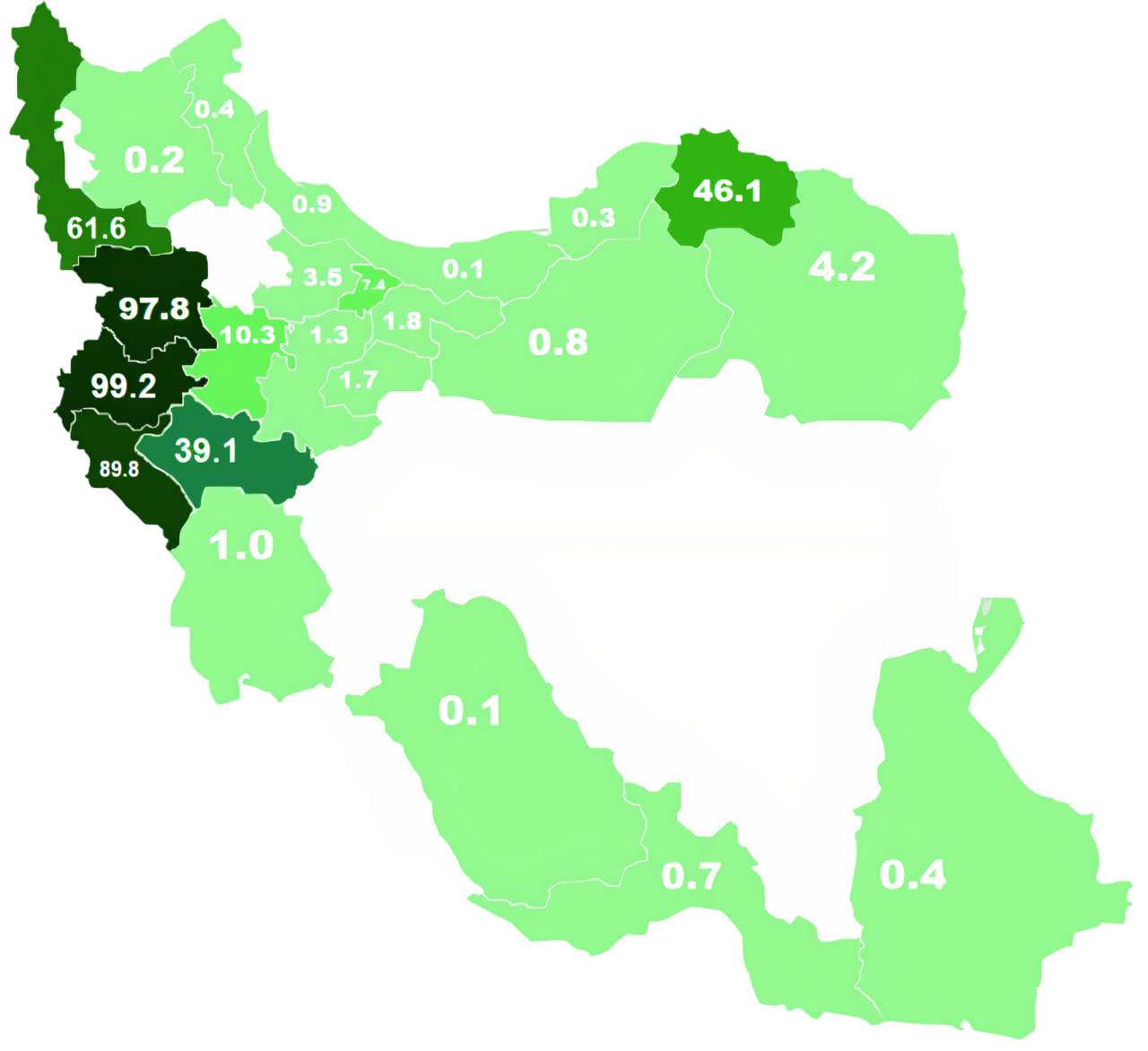
Distribución por provincias de la población kurda en Irán.

Con el fin de la Primera Guerra Mundial, las potencias vencedoras se repartieron el Oriente Próximo en zonas de influencia mediante el Acuerdo Sykes-Picot. Las conferencias posteriores en la ciudad de Sèvres discutieron la forma en que se repartirían los territorios que habían estado bajo dominio del Imperio otomano. El presidente de Estados Unidos, Woodrow Wilson, envió a la Comisión King Crane para tratar en las negociaciones la cuestión sobre la creación de un Estado armenio independiente (Armenia Wilsoniana). Más tarde, la Comisión recomendó la creación del Kurdistán en una cuarta parte del territorio de Anatolia. El informe sugería que ambos estados serían administrados como mandatos de Estados Unidos.
En la mesa de negociaciones, Francia aceptó la creación de un Estado kurdo, con la reserva de que no incluyera ninguno de los territorios kurdos que habían sido garantizados a los franceses por el Acuerdo Sykes-Picot. Además de Francia, los participantes en la Conferencia de Sèvres fueron Reino Unido, Estados Unidos (como observador), Italia, Japón, Armenia, Bélgica, Grecia, Hiyaz (hoy Arabia Saudita), Polonia, Portugal, Rumania, el estado serbio-croata-esloveno (más tarde Yugoslavia), Checoslovaquia, Turquía y una delegación kurda que actuó como observadora en las discusiones concernientes al Kurdistán. El resultado de la conferencia fue un proyecto de tratado de 433 artículos, firmado en Sèvres el 10 de agosto de 1920 pero nunca entró en vigor ya que las partes concernientes no lo han ratificado. Aunque el Tratado y en específico el artículo 62 definió las fronteras y la hipotética composición del futuro Kurdistán, muchos territorios con mayoría kurda situados al oeste del Éufrates fueron excluidos.
En respuesta al Tratado de Sèvres, el general Mustafa Kemal Atatürk y los grupos nacionalistas turcos pusieron en práctica sus planes para la liberación de Turquía de la ocupación extranjera, consecuencia de la partición del Imperio otomano. La guerra de independencia turca logró su mayor victoria militar mediante la batalla de Dumlupinar, que culminó el 9 de septiembre de 1922 con la derrota del ejército griego en el Egeo y la Anatolia occidental. Por su parte, los aliados se apresuraron a reconocer de facto la independencia política de la nueva república, temiendo que la Turquía kemalista pudiera pasarse al campo soviético. Bajo este razonamiento, el Tratado de Lausana, firmado por Reino Unido, Francia, Italia, Japón, Grecia, Rumania, el reino Serbio-croata-esloveno y Turquía el 24 de julio de 1923 reconoció –de jure- al Estado turco y dividió el territorio de los kurdos.
El Tratado de Lausana fue una victoria para el pueblo turco. Sin embargo, para los kurdos, marcó el comienzo de una nueva fase de sometimiento. Los artículos del 40 al 45 especificaban que las minorías en cuestión eran las «minorías no musulmanas» (armenios, griegos etc.). Las autoridades nacionalistas de Ankara se rehusaron a incluirlos entre las minorías protegidas por las estipulaciones constitucionales. Al mismo tiempo, las autoridades turcas adoptaron políticas demográficas tendientes a alentar a los turcos a regresar y equilibrar el peso a su favor en la nueva república. A partir de este momento la insurrección kurda se convirtió en un fenómeno endémico dentro del marco del Oriente Próximo, caracterizado por levantamientos armados en Turquía, combinado con periodos de enfrentamientos en Irán e Irak.

#### Desde 1945

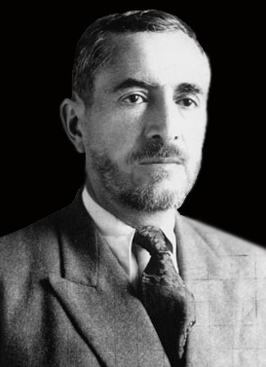
Qazi Muhammad, abanderó la República de Mahabad.

Tras el fin de la Segunda Guerra Mundial en Europa en 1945, los kurdos piden ante la ONU la independencia de su territorio. En 1946 se funda la República de Mahabad (Irán), de un año de duración.
En 1978 Abdullah Öcalan funda el Partido de los Trabajadores del Kurdistán (PKK), que empieza a operar en Turquía. En 1984 el PKK desencadena una guerra abierta contra Turquía. Con 10 000 guerrilleros y más de 50 000 militantes activos, el conflicto supuso un total de 40 000 muertos y 3.000 pueblos kurdos destruidos hasta 1999, cuando Öcalan fue arrestado y los militantes del PKK depusieron las armas. Entretanto, se perpetró el Ataque químico a Halabja en 1988 contra la población Kurda de Irak. Sin embargo, desde la caída del régimen de Sadam Huseín tras la invasión de Estados Unidos y sus aliados en 2003, se concedió a los kurdos, que colaboraron activamente con las tropas de ocupación aliadas, la creación de la Región Autónoma del Kurdistán.
Dentro de la guerra civil siria iniciada en 2011, el presidente Bashar al-Ásad promulgó un decreto por el que acordó la ciudadanía a los habitantes de origen kurdo, de la que estaban privados desde 1962. Desde 2014 se resistieron a la invasión yihadista del Estado Islámico y se han defendido de la instauración de su califato en territorio kurdo.

## Nacionalismo
El movimiento independentista kurdo surgió a principios del siglo XIX.
- Abdullah Ocalan, líder del PKK condenado a cadena perpetua, escritor de ensayos políticos donde plantea una solución democrática al conflicto del pueblo kurdo.
- Ali ibn al-Athir (12 de mayo de 1160-1233) fue un historiador Kurdo musulmán nacido en Şırnak, Anatolia.
- İsmet İnönü, presidente democrático de Turquía (1938-1969) de padre kurdo y madre turca, favoreció la integración de los kurdos en la república kemalista, hasta que fue derribado por un golpe militar en 1960.

## Comunidades kurdas

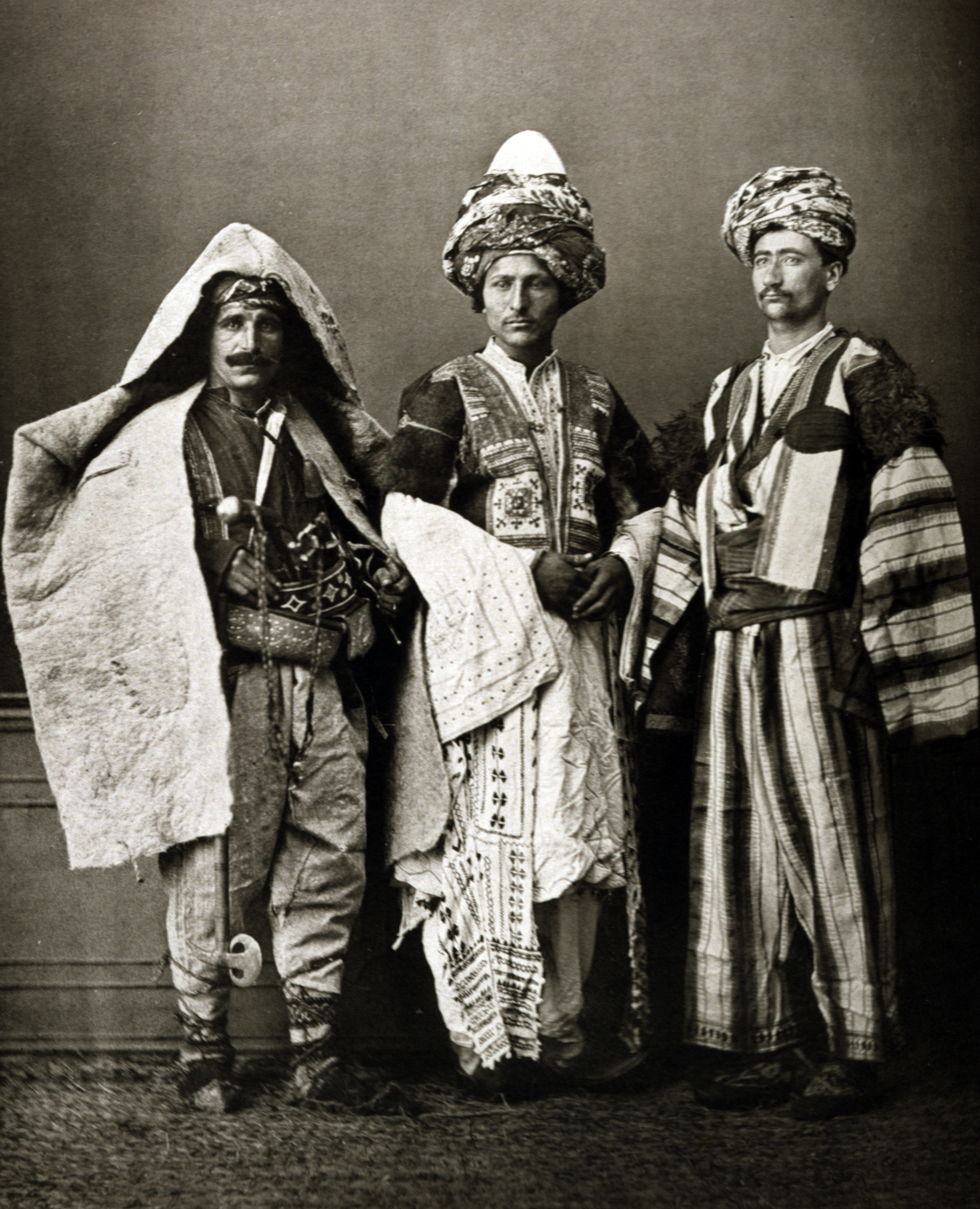
Kurdos con el vestido tradicional (1873).

El pueblo kurdo constituye un colectivo heterogéneo desde el punto de vista étnico. Está marcado por un carácter tribal —fueron en su mayoría nómadas hasta el final de la Primera Guerra Mundial— que finalmente ha dificultado el establecimiento de un estado.

### Turquía
La mayor parte de los kurdos habita en Turquía, cuyo grupo de población era de aproximadamente 15 millones en 2016 (el 18% del total del país).

### Irak
En Irak, los kurdos son la cuarta parte de la población, es decir, unos cinco millones de personas. La (Unión Patriótica del Kurdistán (PDK) se fundó en 1975 y prevalece la influencia de la familia Barzani en Irak, donde tienen un alto grado de autonomía sobre todo en Erbil.
- Yalal Talabani, presidente de Irak.

### Siria
Los Kurdos representan aproximadamente el 10% de la población en Siria.

## La Unión Europea y los kurdos
A comienzos de la década de 2000, en su proceso encaminado a la adhesión de Turquía a la Unión Europea, el Parlamento turco aprobó una serie de reformas a los derechos culturales de los kurdos, como la normativa aplicable a las retransmisiones radiofónicas y televisivas en idiomas distintos del turco (concretamente en kurdo) aprobada por el Alto Consejo Audiovisual. Estas medidas buscaban para cumplir con algunos de los criterios de la UE en materia de derechos humanos.
En el marco de la guerra contra Estado Islámico (EI), el Consejo de ministros de Relaciones Exteriores de la Unión Europea acordó en 2014 la entrega de armas a los Peshmerga (combatientes kurdos en Irak). Reunidos de urgencia en Bruselas, los cancilleres de los Estados miembros de la UE acordaron unánimemente el envío de armamentos a los kurdos que combatían a los yihadistas del EI. Sin embargo, desde entonces la UE ha reiterado su apoyo a la integridad territorial de Irak.
Por otra parte, en enero de 2016 se realizó la XII Conferencia Internacional en el Parlamento Europeo sobre la Unión Europea, Turquía y los Kurdos.
En cuanto a la emigración kurda a la UE, de los aproximadamente 2,5 millones de personas de nacionalidad u origen turco que viven en Alemania, un millón son kurdos.

## Cultura
- Ehmedê Xanî, escritor, poeta y filósofo kurdo.